# Clistoronia formosa
Clistoronia formosa là một loài Trichoptera trong họ Limnephilidae. Chúng phân bố ở miền Tân bắc.